# Supercoppa italiana 2020 (pallavolo maschile)
La Supercoppa italiana 2020 si è svolta dal 13 al 25 settembre 2020: al torneo hanno partecipato quattro squadre di club italiane e la vittoria finale è andata per la terza volta, la seconda consecutiva, alla Sir Safety Perugia.

## Regolamento
Le squadre hanno disputato semifinali, giocate con gara di andata e ritorno (in caso di parità di set vinti è stato disputato un golden set) e finale.

## Squadre partecipanti
| Squadra            | Qualificazione          |
| ------------------ | ----------------------- |
| Lube               | 1ª in Superlega 2019-20 |
| Modena             | 2ª in Superlega 2019-20 |
| Sir Safety Perugia | 3ª in Superlega 2019-20 |
| Trentino           | 4ª in Superlega 2019-20 |

## Torneo

### Tabellone
|  | Semifinali         | Semifinali | Semifinali |  |      | Finale             | Finale |
|  |                    |            |            |  |      |                    |        |
|  | Lube               | 2          | 3          |  |      |                    |        |
|  | Lube               | 2          | 3          |  |      |                    |        |
|  | Trentino           | 3          | 2          |  |      |                    |        |
|  | Trentino           | 3          | 2          |  | Lube | 2                  |        |
|  |                    |            |            |  | Lube | 2                  |        |
|  |                    |            |            |  |      | Sir Safety Perugia | 3      |
|  | Sir Safety Perugia | 3          | 2          |  |      | Sir Safety Perugia | 3      |
|  | Sir Safety Perugia | 3          | 2          |  |      |                    |        |
|  | Modena             | 0          | 3          |  |      |                    |        |
|  | Modena             | 0          | 3          |  |      |                    |        |

### Risultati

#### Semifinali

##### Andata
| 13 settembre 2020 PalaTrento, Trento Durata: 2h:01 - Spettatori: 826       | Trentino           | 3 - 2 | Lube   | 21-25, 25-19, 16-25, 25-21, 15-9 |
| 13 settembre 2020 PalaEvangelisti, Perugia Durata: 1h:33 - Spettatori: 620 | Sir Safety Perugia | 3 - 0 | Modena | 26-24, 25-23, 25-20              |

##### Ritorno
| 20 settembre 2020 PalaCivitanova, Civitanova Marche Durata: 2h:04 - Spettatori: 529 | Lube   | 3 - 2 | Trentino           | 25-18, 22-25, 25-19, 20-25, 15-11 Golden set: 15-12 |
| 20 settembre 2020 PalaPanini, Modena Durata: 2h:13 - Spettatori: 1 216              | Modena | 3 - 2 | Sir Safety Perugia | 25-22, 25-20, 14-25, 26-28, 15-12                   |

### Finale
| 25 settembre 2020 PalaOlimpia, Verona Durata: 2h:02 - Spettatori: 1 237 | Lube | 2 - 3 | Sir Safety Perugia | 25-22, 23-25, 19-25, 25-19, 14-16 |